# Aparat Kipp

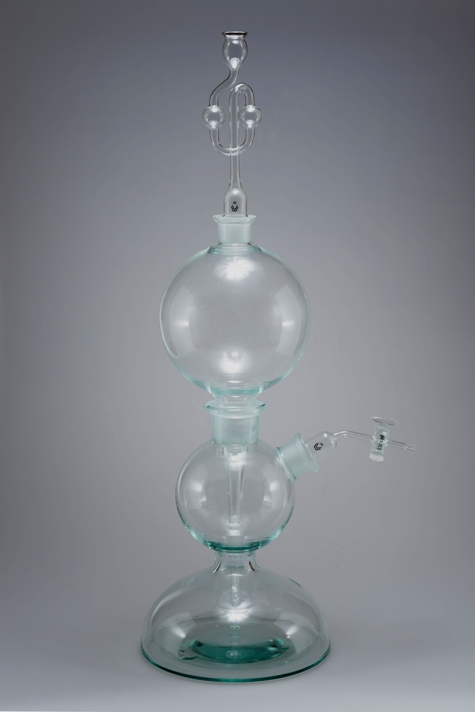
Un aparat Kipp: în partea superioară există o parte care lasă excesul de gaz să iasă dar nu lasă aerul să intre în aparat. Gazul care trebuie colectat se preia prin partea dreaptă cu ajutorul unui tub.

Aparatul Kipp este un aparat folosit în laboratoarele de chimie pentru prepararea unor volume reduse de gaze. A fost inventat în anul 1844 de către farmacistul olandez Petrus Jacobus Kipp și a fost folosit pe larg în laboratoare ca și în ce-a de-a doua jumătate a secolului al XX-lea.
Ulterior, nu a mai fost folosit atât de mult, deoarece gazele au început să fie comercializate în cantități mici cilindrii, iar acestea au și avantajul de a fi mai pure decât cele care se obțin direct cu ajutorul aparatului Kipp.

## Exemple de gaze
Deși nu mai este folosit atât de mult, aparatul Kipp încă mai este utilizat pentru lucrări demonstrative sau pentru diferite analize calitative demonstrative. Printre exemplele de gaze produse se numără:
- Hidrogenul, obținut din zinc sau fier și acid clorhidric sau acid sulfuric diluat
- Dioxidul de carbon din carbonat de calciu și acid clorhidric
- Hidrogenul sulfurat din sulfură de fier (II) și acid clorhidric
- Acetilena din carbură de calciu și apă